# Pseudogonalos hahnii
Pseudogonalos hahnii ist ein parasitisch lebender Hautflügler aus der Familie der Trigonalidae.

## Merkmale
Die Tiere werden etwa 6–13 mm groß. In Deutschland sind sie im Durchschnitt etwas über 9 mm groß. In anderen Gegenden ist die Durchschnittsgröße wohl etwas höher. Männchen und Weibchen sind etwa gleich groß. Die Tiere sind überwiegend schwarz gefärbt. Zuweilen gibt es Tiere mit Aufhellungen an Vorderbeinen, Mandibeln oder den Hinterrändern der Tergite. Ihre Fühler haben 24–26 Geißelglieder. Sie haben einen dunklen Fleck hinten am Flügel.

## Ähnliche Arten
In Europa gibt es keine anderen Trigonaliden, hier ähneln sie am ehesten Wegwespen, Grabwespen oder Schlupfwespen. In Indien wurde Pseudogonalos harmandi gefunden, konnte jedoch nicht wiederentdeckt werden. Es wurde in China die ähnliche Art Pseudogonalos angusta beschrieben. In Japan gibt es ähnliche Arten aus der Gattung Teranishia.

## Vorkommen
Pseudogonalos hahnii ist paläarktisch verbreitet. Sie kommen von Europa über Sibirien bis China vor. Zumindest in Europa werden wohl gern Flusstäler bewohnt. Man findet die Tiere zumeist auf den Blättern von Sträuchern und Kräutern. Hecken, Gebüsche, Hochstaudenfluren, Waldlichtungen und ähnliches sind geeignete Habitate. Die Tiere wurden z. B. oft auf Brombeerblättern gefunden.

## Lebensweise

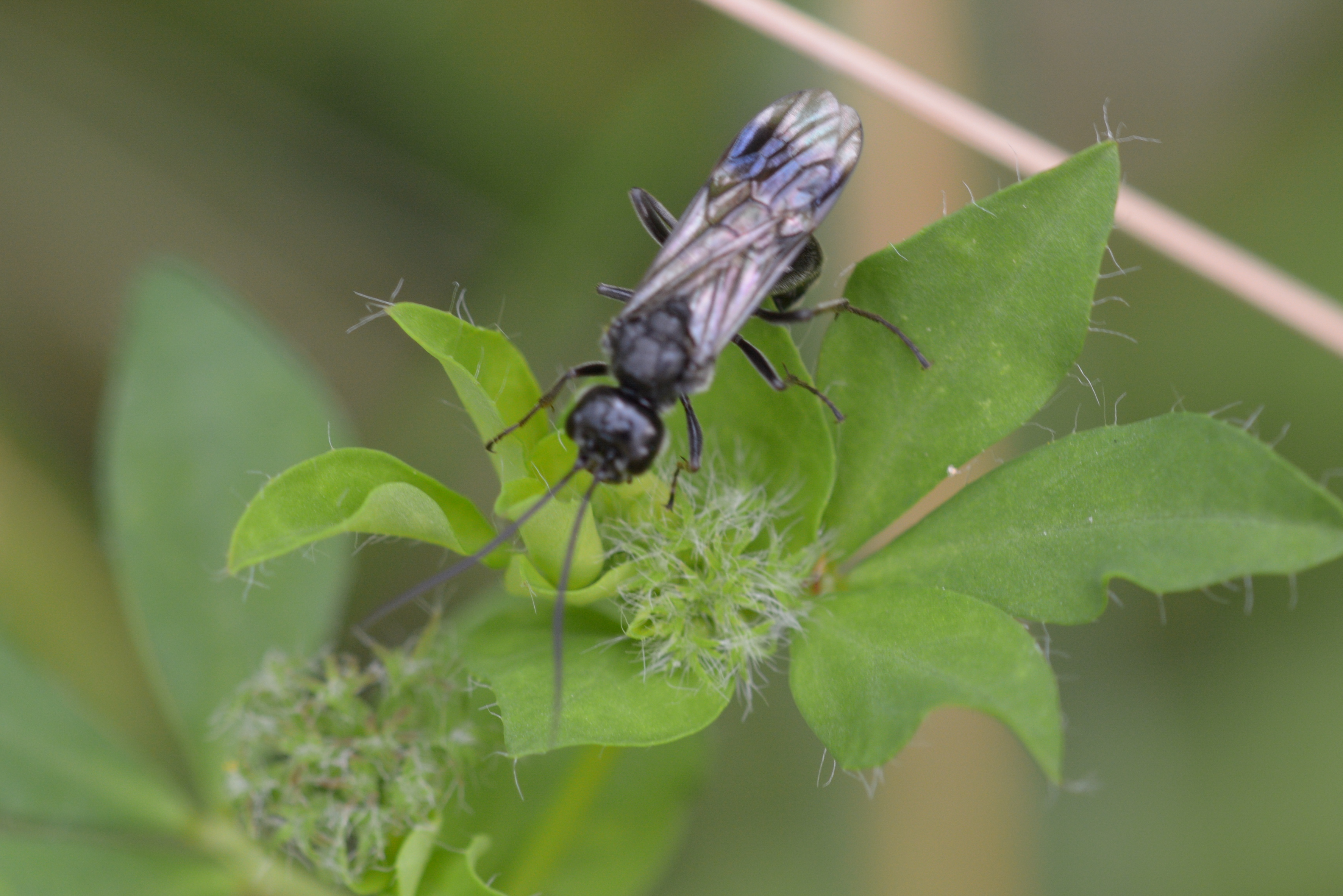
Vermutlich Eiabablage auf Hornklee

Die Tiere sind Hyperparasiten an Schlupfwespen in Schmetterlingen. In Mitteleuropa werden wohl besonders oft Larven von Anomaloninae oder Ophioninae in Eulenfalter- oder Spinnerraupen befallen. Ihre Flugzeit ist von Juni bis August mit Schwerpunkt im Juli. Die Weibchen legen ihre Eier auf Blättern von Futterpflanzen von Schmetterlingsraupen ab. Die Weibchen laufen dazu an den Rand des Blattes beugen ihren Hinterleib um die Blattkante und legen die Eier auf der Unterseite des Blattes ab. Ein Weibchen legt wohl mehrere Tausend Eier. Die Eier müssen nun von einer Raupe gefressen werden. Wird das Ei von einer Raupe gefressen, kann es schlüpfen, sofern die Eihülle durch die Mandibeln der Raupe beschädigt wurde. Nach dem Schlupf bohrt sich die Larve aus dem Darm der Raupe in deren Körper. Hier sucht sie nun nach Schlupfwespenlarven. Findet sie eine Schlupfwespenlarve bohrt sie sich in diese hinein, andernfalls geht sie zu Grunde. In der Schlupfwespenlarve entwickelt sich die Larve von Pseudogonalis hahnii zunächst ohne diese zu stark zu schädigen. Erst wenn sich die Schlupfwespe verpuppt kommt Pseudogonalis hahnii aus ihrem Wirt hervor und frisst diesen dann von außen auf. Daraufhin verpuppt sie sich im Inneren des Kokons ihres Wirtes.

## Taxonomie
Es gibt einige Synonyme bzw. unterschiedliche Schreibweisen. Für die Gattung gibt es z. B. die recht verbreiteten Synonyme Trigonalis oder Trigonalys. Für den Artnamen findet man die Schreibweise hahnii und hahni. Neuere Publikationen bevorzugen Pseudogonalos hahnii. Die Gattung Pseodogonalos wurde von W. A. Schulz 1906 eingeführt. Andere Namen sind kaum mehr geläufig.

## Liste der Synonyme
- Trigonalys hahnii Spinola, 1840
- Pseudogonalos hahni Teranishi 1929
- Pseudogonalos hahnii Marshakov 1981
- Trigonalys anglicana Shuckard, 1841
- Abastus macquartii Guerin-Meneville, 1844
- Trigonalys nigra Westwood, 1843
- Trigonalys aterrima Eversmann, 1849
- Trigonalys europaea Westwood in Schenck 1861
- Trigonalys nigra var. solitaria Jacobs, 1878
- Trigonalys hahni var. phaeognatha Enderlein, 1905
- Trigonalys hahni var. enslini Torka, 1936
- Trigonalys prudnicensis Torka, 1936